# Edmund Rogala
Edmund Tadeusz Rogala (ur. 1929 w Bitkowie na kresach wschodnich, zm. 25 maja 2013) – polski alergolog, prof. dr hab. nauk med., członek Polskiej Akademii Nauk (Wydział VI – Nauk Medycznych; Komitet Patofizjologii Klinicznej), kierownik Kliniki Alergologii Śląskiego Uniwersytetu Medycznego w Katowicach, prorektor do spraw klinicznych w latach 1984–1990, członek Rady Głównej Szkolnictwa Wyższego w latach 1996–1999, konsultant ds. alergologii, współzałożyciel Polskiego Towarzystwa Alergologicznego.
Zmarł 25 maja 2013 r. Pochowany 29 maja na cmentarzu pw. św. Anny przy ul. Czołgistów w Zabrzu. 

## Odznaczenia
- Krzyż Oficerski Orderu Odrodzenia Polski
- Krzyż Kawalerski Orderu Odrodzenia Polski
- Medal Komisji Edukacji Narodowej